# Aulo Cecina Peto
Aulo Cecina Peto (in latino: Aulus Caecina Paetus; Patavium?, 6 a.C. circa – Roma, 42) è stato un magistrato e senatore romano, console dell'Impero romano.

## Biografia

### Origini e carriera
Peto era discendente di una gens originaria di Volaterrae, in Etruria, che forse si era spostata nella Venetia, in particolare nella città di Patavium.
Della carriera di Peto, non molto è noto. L'unica carica attestata lo vede però al vertice dello stato romano: Peto fu infatti console suffetto da settembre a dicembre nel 37 insieme a Gaio Caninio Rebilo. Peto e Rebilo sembrano essere stati scelti in origine da Tiberio e confermati come suffetti da Caligola, che decise però di inserire se stesso e lo zio Claudio come consoli suffetti aggiuntivi nei mesi di luglio e agosto del 37, come immediati predecessori dei "tiberiani" Peto e Rebilo. Durante il loro consolato, il nuovo princeps Caligola ricevette, il 21 settembre, il titolo di pater patriae ma poi andò incontro ad una gravissima malattia, spesso considerata nelle fonti il punto di svolta del principato del giovane e in ogni caso portatrice di conseguenze che influenzarono i rapporti tra il princeps e i suoi principali consiglieri.

### Rivolta di Scriboniano e morte
Dopo il suo consolato, Peto prese parte, insieme ai consolari Lucio Annio Viniciano e Quinto Pomponio Secondo e ad altri notabili romani, alla rivolta di Lucio Arrunzio Camillo Scriboniano del 42: la rivolta, probabilmente precipitata dalla condanna di Gaio Appio Giunio Silano all'inizio dell'anno e agglomerante tutte le frange opposte alla continuazione del principato giulio-claudio dopo l'assassinio di Caligola nel gennaio 41, doveva prevedere l'insurrezione di Scriboniano in Dalmazia, provincia da lui governata in qualità di legatus Augusti pro praetore, con le legioni lì stanziate (la VII e la XI), e la rivolta contro Claudio a Roma di Viniciano, con l'appoggio di altri notabili cittadini. Il fondamentale sostegno delle legioni dalmatiche venne però rapidamente meno: esse confermarono, forse anche grazie a presagi sfavorevoli alla ribellione, la loro fedeltà a Claudio (venendo poi chiamate entrambe Claudia Pia Fidelis) e costrinsero Scriboniano prima alla fuga sull'isola di Issa e poi al suicidio, mentre i sostenitori di Claudio, in primis Messalina e i liberti imperiali, procedettero all'eliminazione dei ribelli a Roma.
Peto doveva trovarsi in Dalmazia insieme a Scriboniano, e al momento del fallimento della rivolta, fu trascinato a Roma in arresto. Durante il processo a lui e alla moglie Arria di fronte a Claudio, la donna, nonostante la sua alta posizione sociale in quanto amica di Messalina, coraggiosamente decise di convincere Peto a prevenire un verdetto di sicura colpevolezza e la morte con il suicidio, mostrandogli l'esempio e anticipandolo nel togliersi la vita. Peto, folgorato dall'esempio della moglie, decise allora di togliersi la vita, come racconta Plinio il Giovane:
(Plinio il Giovane, Lettere, III, 16, 6 [trad. Luigi Rusca, BUR].)

### Legami familiari
Sposato con l'integerrima Arria, Peto ebbe tre figli. Il primo, definito da Plinio il Giovane "di una rara bellezza, di pari modestia, e caro ai genitori per tutte le sue qualità, ancor più che per esser loro figlio", dovette morire ancora giovane di malattia: mentre lo stesso Peto era malato, Arria preparò i funerali e ne guidò l'accompagnamento funebre senza che il marito se ne accorgesse, ed evitò ripetutamente di dar dolore a Peto nascondendogli il decesso del figlio e piangendo di nascosto per poi ricomporsi da vera matrona romana. Il secondo figlio, forse il minore dei due maschi, fu Gaio Lecanio Basso Cecina Peto: figlio biologico di Peto e Arria, egli dovette poi essere adottato per testamento dal console ordinario del 64 Gaio Lecanio Basso, e arrivò poi a ricoprire il consolato suffetto nel 70. L'ultima figlia fu invece Arria minore, omonima della madre e in qualche modo cognata del poeta volterrano Persio, che sposò il patavino (e quindi forse conterraneo del padre) Publio Clodio Trasea: avendo assistito al suicidio dei suoceri, Trasea decise non solo di adottare il cognomen Peto ma anche di contraddistinguersi per la sua libertà di parola e di pensiero opponendosi a Nerone, da cui verrà condannato a morte nel 66. Trasea e Arria minore ebbero una figlia, Fannia, che sposò Gaio Elvidio Prisco, oppositore di Vespasiano da lui condannato a morte nel 74: il panegirico di Elvidio portò alla condanna a morte di Erennio Senecione da parte di Domiziano nel 93 e anche il figlio di Elvidio e Fannia, omonimo del padre, fu condannato da Domiziano nello stesso anno insieme a tutti i sostenitori del padre.

## Fama postuma

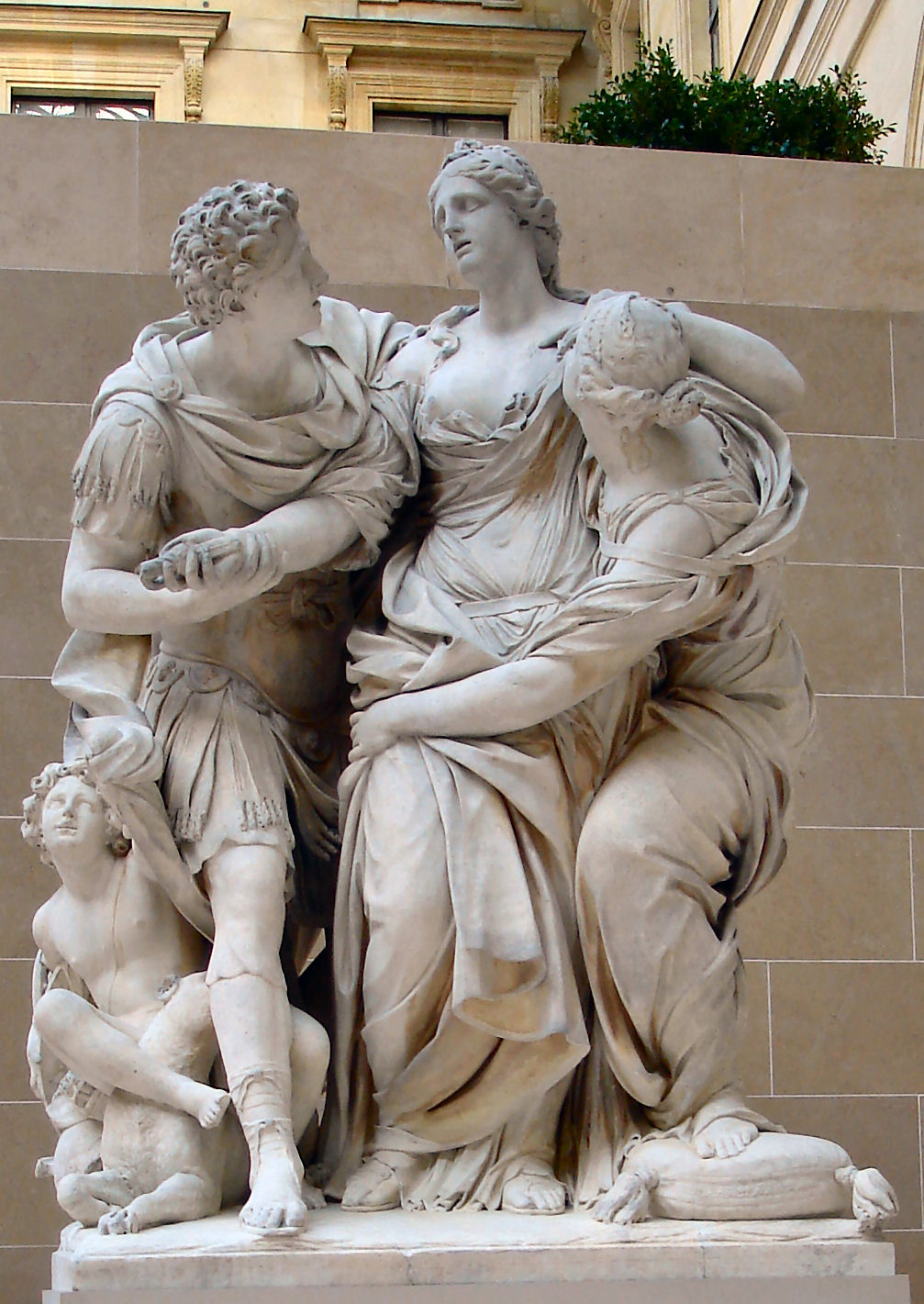
Arria e Peto (Lepautre e Théodon, gruppo marmoreo, 1690 circa)

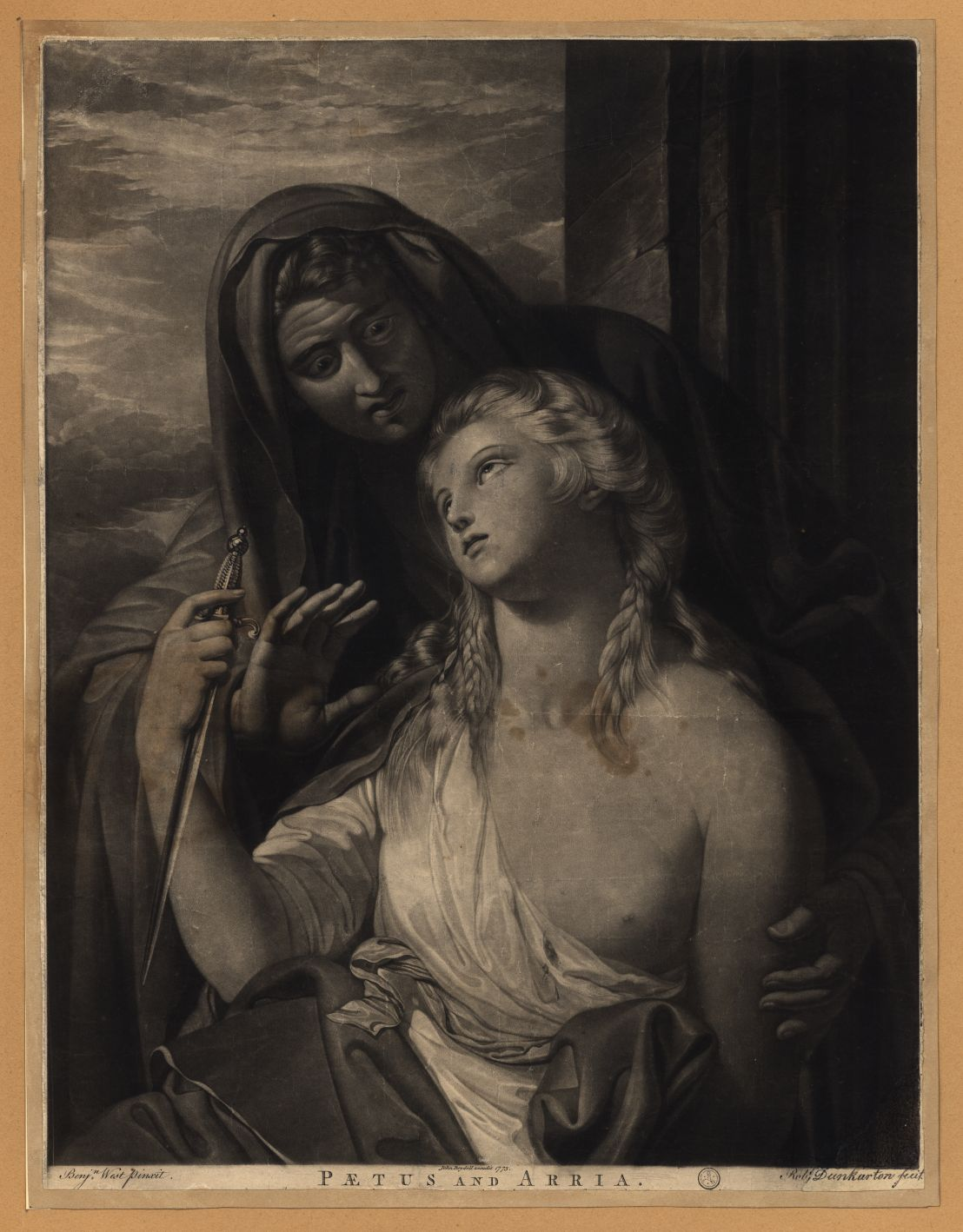
Peto e Arria (Boydell, calcografia da una riproduzione di Robert Dunkarton del dipinto di Benjamin West, 1773)

Già pochi anni dopo il loro suicidio, la vicenda di Arria e Peto ispirò la letteratura: Persio ne trasse dei versi ormai perduti e Marziale un epigramma particolarmente significativo nella costruzione della fama di Arria.
Nella letteratura moderna, Arria è ricordata con altre due donne che seguirono il marito nella morte nei Saggi di Montaigne (1580), mentre la tragedia Arria und Messalina di Wilbrandt (1874) contrappone la sua figura a quella della dissoluta moglie di Claudio. Tra le altre trasposizioni letterarie si ricordano una tragedia in francese di Marie-Anne Barbier, Arrie et Pétus (Parigi, Barbou, 1707); una lirica in tedesco di Johann Heinrich Merck, Pätus und Arria (Freistadt am Bodensee, Perrenon, 1775); una tragedia in cinque atti in inglese di John Nicholson, Paetus and Arria (Londra, Lackington Allen & Co., 1809); un quadro storico in cinque atti in ceco di Josef Wenzig, Arria a Pätus (Praga, Kober, 1872); una tragedia in tre atti in polacco di Józef Kościelski, Arria (Cracovia, Paszkowski, 1874).
La morte di Arria e Peto è stata poi spesso trasposta nell'arte figurativa d'età moderna. Il tema è presente nei dipinti di West (1766), Vincent (1785), Bouchet (1802) e Bin (1861), come anche in uno schizzo di Rossetti (1872); v'è anche il dubbio che il tema di un Tarquinio e Lucrezia attribuito a Tiziano (1515) sia in realtà la vicenda di Arria e Peto. Nella scultura si ricordano i gruppi marmorei di Lepautre (1691-1696) e la terracotta di Nollekens (1771).
Esempi di adattamento della vicenda in musica sono il Singstück in tedesco Paetus und Arria, pubblicato nel 1786 da Schubart (che lo attribuì ad Anfossi) con testo e aggiunte proprie; la canzone con accompagnamento per tastiera Arria to Paetus di Shield con testo di Thomas Holcroft (1786); l'opera Arria di Staehle (1847).